# Колонж ла Мадлен
Колонж ла Мадлен (фр. Collonge-la-Madeleine) насеље је и општина у источном делу централне Француске у региону Бургоња, у департману Саона и Лоара која припада префектури Отен.
По подацима из 2011. године у општини је живело 38 становника, а густина насељености је износила 7,18 становника/km². Општина се простире на површини од 5,29 km². Налази се на средњој надморској висини од 419 метара (максималној 457 m, а минималној 360 m).

## Демографија
| 1962. | 1968. | 1975. | 1982. | 1990. | 1999. | 2011. |
| ----- | ----- | ----- | ----- | ----- | ----- | ----- |
| 110   | 126   | 99    | 71    | 69    | 62    | 38    |

График промене броја становника у току последњих година